# Pogonatum
Pogonatum, auf Deutsch Filzmützenmoose genannt, ist eine Gattung von Laubmoosen aus der Familie Polytrichaceae. Der deutsche Name Filzmützenmoos bezieht sich auf die dicht behaarte Haube (Kalyptra) der Sporenkapsel.

## Merkmale
Pogonatum-Arten sind diözisch. Sie besitzen ein ausdauerndes Protonema. Die mittelgroßen bis kräftigen Pflanzen sind einfach oder verzweigt. Die Blätter haben unten einen breiten, chlorophyllfreien Scheidenteil und darüber einen schmäleren lanzettlichen Spreitenteil. Die Blattrippe füllt einen Großteil der Blattspreite und ist auf der Oberseite dicht mit zahlreichen längsgerichteten Lamellen besetzt. Die Blattränder sind meist gesägt oder gezähnt. 
Die eiförmige bis kurz-zylindrische Sporenkapsel ohne ausgebildete Hypophyse (Kapselhals) und ohne Spaltöffnungen hat 32 (selten 16) Peristomzähne und einen runden, geschnäbelten Deckel. Die  mützen- oder glockenförmige Kalyptra ist dicht behaart.

## Systematik und Arten (Auswahl)
Nach Stech & Frey zählen weltweit 57 Arten zur Gattung Pogonatum. In Deutschland, Österreich und der Schweiz sind die folgenden drei Arten vertreten:
- Aloëblättriges Filzmützenmoos (Pogonatum aloides)
- Zwerg-Filzmützenmoos (Pogonatum nanum)
- Großes Filzmützenmoos (Pogonatum urnigerum)